# فرودگاه کولنل جیمز جابارا
فرودگاه کولنل جیمز جابارا (به انگلیسی: Colonel James Jabara Airport) یک فرودگاه همگانی بهره‌برداری هوایی است که یک باند فرود بتن دارد و طول باند آن ۱۸۶۰ متر است. این فرودگاه در شهر ویچیتا، کانزاس کشور ایالات متحده آمریکا قرار دارد و در ارتفاع ۴۳۳ متری از سطح دریا واقع شده‌است.